# Ясу (художник-иллюстратор)
Ясу (яп. ヤス Ясу (псевдоним); род. 3 августа 1984, префектура Токусима, Япония) — японский художник-иллюстратор. В настоящее время живёт и работает в Токио.

## Биография
С 2007 года является независимым художником-иллюстратором, сотрудничающим с писателями и мангаками (иллюстрации и дизайн персонажей) а также компаниями — производителями видеоигр.
Среди наиболее известных его работ: иллюстрации к серии лайт-новел и манги «Торадора» Ююко Такэмии, имевших большой успех у читателей в Японии и других странах.

## Работы
Лайт-новел
- Koe de Bakasete yo Baby
- Oto × Maho
- Phantom
- Reverse Brad
- Watashitachi no Tamura-kun (2004 г.)
- Toradora! (2006 г.)
- Yūkyū Tenbōdai no Kai
- Mayoi Neko Overrun! (10-й том)

Дизайн персонажей видеоигр
- Chaos Wars
- Lisa to Isshoni Tairikuōdan!: A-Train de Ikō
- Spectral Glories
- The Promise of Haruhi Suzumiya (ассистент)

Манга
- Itsuka Sei Metsubō Syndrome
- Joshiraku (по рассказу Кумэты Кодзи)
- Toradora! (2008 г.)

Другое
- Hayate no gotoku! (карточная игра)